# Tungelsta
Tungelsta är en del av tätorten Västerhaninge och en kommundel i Haninge kommun, Stockholms län. Det är en tidigare fristående ort och omfattar områden som Krigslida, Hammarängen och Lillgården. Tungelsta gränsar i nordväst mot Hanvedens stora skogs- och strövområden, i nordost mot övriga Västerhaninge, i söder och väster mot jordbrukslandskap och olika skogsområden.  
Tungelsta har traditioner inom trädgårdsnäring och det finns ett flertal handelsträdgårdar. I stationens närhet finns också en nyanlagd trädgårdspark för allmänheten att besöka. Tungelsta har varit författaren Ivar Lo-Johanssons hembygd och 2001 invigdes en bronsskulptur av honom skapad av konstnären Sam Westerholm. Skulpturen står intill Coop vid Tungelsta station. Inom Tungelstas centrala del ligger även Tungelsta kyrka.
Namnet Tungelsta är dialekt, där ordet tungel betyder måne eller himlakropp.

## Samhället
Flerbostadshus finns i centrala Tungelsta och i Lillgården. De äldsta lägenheterna byggdes på 1950-talet medan området Rosgården tillkom vid 1980-talets mitt. Det finns även tätare grupper med enfamiljshus samt en del villaområden. I Tungelstas utkanter är bebyggelsen gles med äldre villor på stora tomter. Likaså finns områden med enbart fritidshus.
I centrala Tungelsta finns en matvarubutik samt ett flertal restauranger.
I det gröna huset på bilden var det en affär och lägenheter redan i 1900-talets början efter att huset flyttades hit från Fors.

## Skola, barn- och äldreomsorg och fritid
Det finns flera skolor, som till exempel, Rodret och Tungelsta skola. Det finns flera förskolor. Det finns även en fritidsgård för dem som går i klass 4-9 i grundskolan. Fritidsgården ligger i Tungelsta’s gamla brandstation  Det finns även ett ålderdomshem i Tungelsta som heter Ros-Anders Gård, och ligger bredvid bostadsområdet Rosgården.
I Tungelsta finns en ridskola , elljusspår och ett antal bollplaner vilka flitigt utnyttjas av Tungelsta IF.

## Kommunikationer
Nynäsbanan går genom Tungelsta. Det finns två stationer, Tungelsta (anlagd invigd 1901) och Krigslida (invigd 1980) som trafikeras av Stockholms pendeltåg. Dagtid går två tåg i timmen i vardera riktningen mellan Bålsta och Nynäshamn. I övrigt går endast ett tåg i timmen. Det finns också bussförbindelser med Västerhaninge och andra kommundelar. Restiden med kollektivtrafik till Stockholm är cirka 30 minuter, med bil cirka 30 minuter. Tungelstas gamla stationshus finns fortfarande kvar men nyttjas numera av en inredningsaffär. Stationshuset med sina gulmålade träfasader ritades liksom alla stationshus längs Nynäsbanan av arkitekt Ferdinand Boberg.
Vid Tungelsta station stannar följande bussar:
- 835 Tungelsta (Lillgården) - Länna/Vega (Vardövägen)
- 893 Tungelsta (Lillgården) - Stockholms central (nattbuss)

Vid Tungelsta skola stannar även buss 848 (Västerhaninge - Tungelsta - Västerby - Sorunda - Stora Vika - Nynäshamn).

## Näringsliv
De flesta arbetsplatserna finns inom skola och barnomsorg samt den etablerade handeln. Tungelsta är känt för sin trädgårdsnäring och det finns ett flertal handelsträdgårdar. Dessa drivs i regel som familjeföretag.

## Galleri

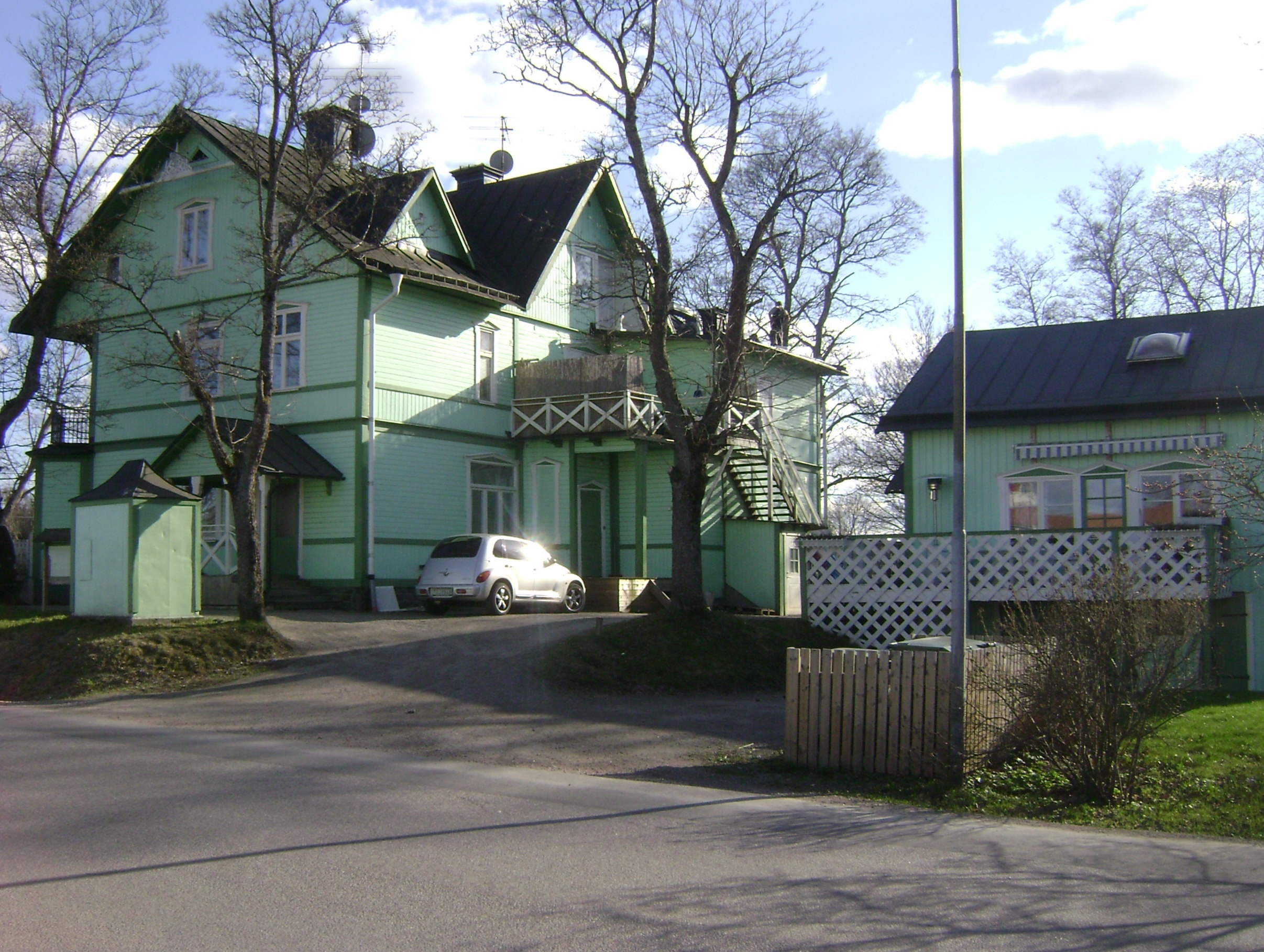
Historisk trähusbebyggelse
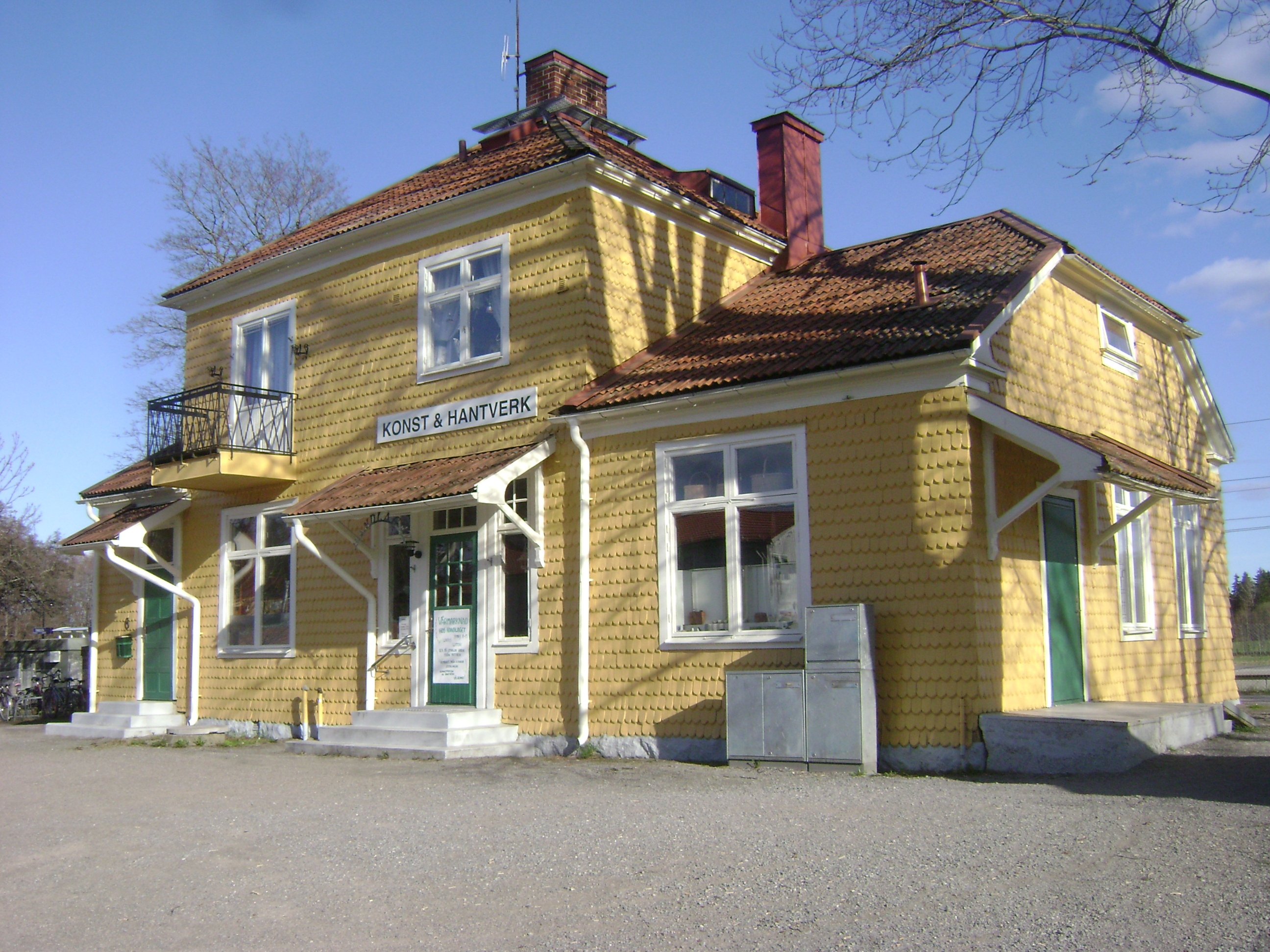
Gamla stationshuset
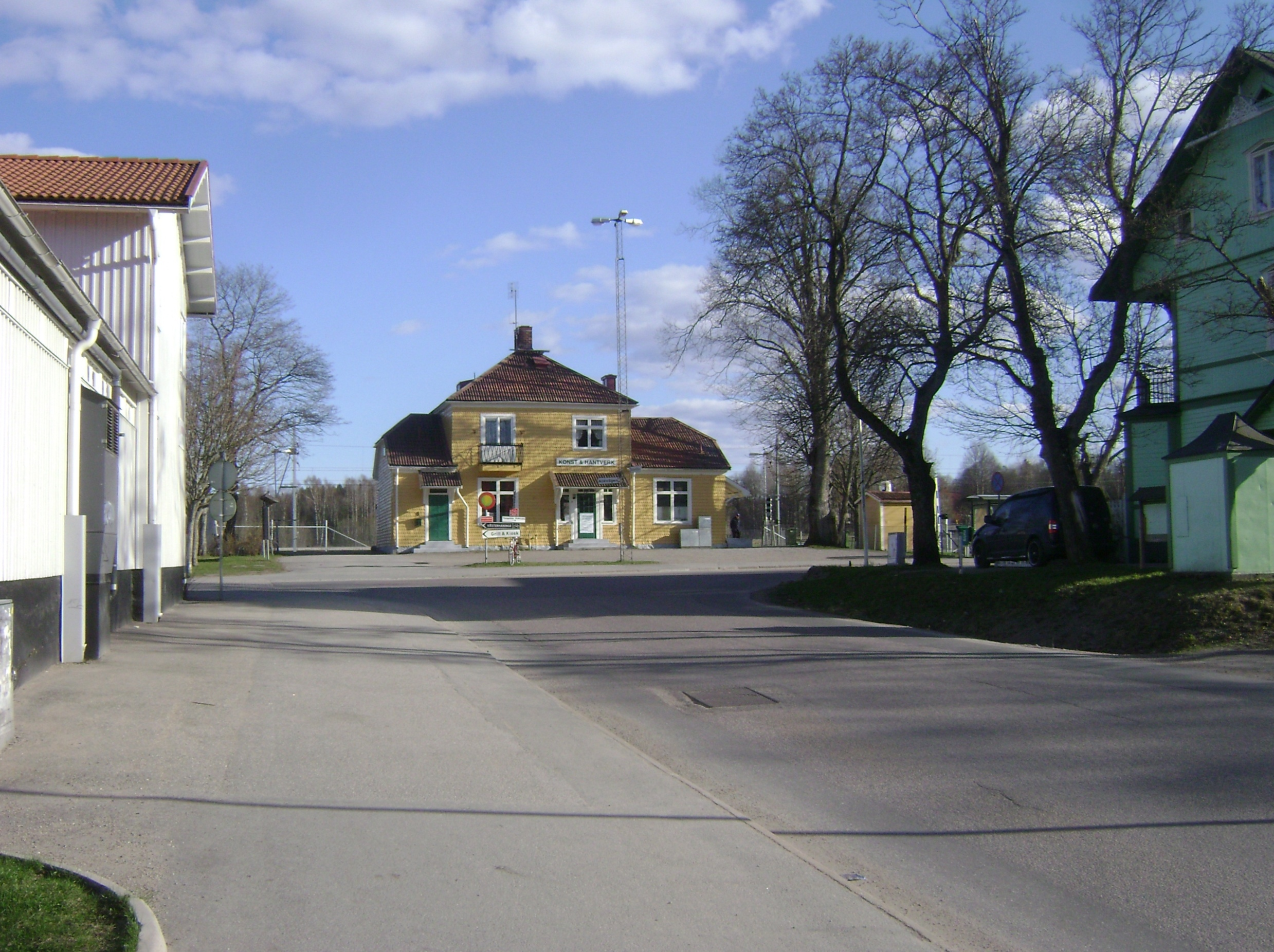
Södertäljevägen med gamla stationshuset i fonden.
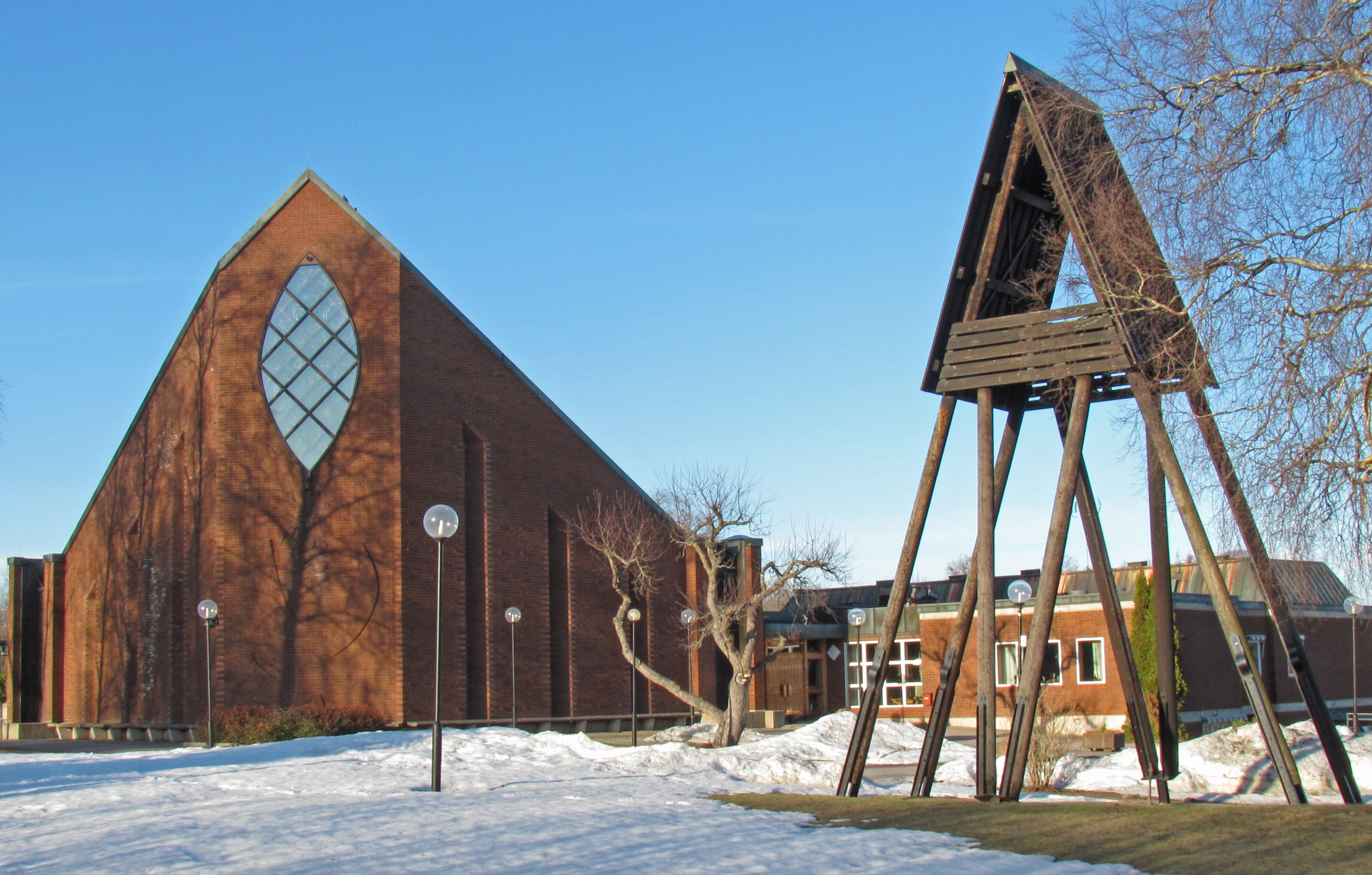
Tungelsta kyrka